# Monovibrante alveolare laterale
La monovibrante alveolare laterale è un tipo di suono consonantico, usato in alcune lingue parlate. Il simbolo che la rappresenta nell'Alfabeto fonetico internazionale è [ɺ].

## Caratteristiche
Seguono le principali caratteristiche della monovibrante alveolare laterale:
- Il suo modo di articolazione è monovibrante, che significa che è prodotto con una singola contrazione muscolare cosicché un articolatore è colpito contro un altro.
- Il suo luogo di articolazione è alveolare, il che significa che è articolata con la punta della lingua contro gli alveoli dei denti incisivi.
- Il suo tipo di articolazione vocale è sonoro, che vuol dire che le corde vocali vibrano durante la pronuncia.
- È una consonante orale, che significa che l'aria viene fatta passare attraverso la bocca.
- È una consonante laterale, prodotta quindi facendo fluire l'aria sui lati della lingua, invece che al centro.
- L'iniziazione è polmonare egressiva, che significa che è articolata spingendo l'aria fuori dai polmoni e attraverso il tratto vocale, invece che attraverso la glottide o la bocca.

## Occorrenze
| Lingua     | Lingua     | Parola           | IPA              | Significato | Note                              |
| ---------- | ---------- | ---------------- | ---------------- | ----------- | --------------------------------- |
| Lwaidja    | Lwaidja    | esempio mancante | esempio mancante | --          |                                   |
| Giapponese | Giapponese | ラーメン/ramen   | [ɺaːmeɴ]         | 'ramen'     | Guarda anche Fonologia giapponese |
| Wayuu      | Wayuu      | esempio mancante | --               | --          | contrasta con /r/                 |